# Волдемар (Липе-Детмолд)
Гюнтер Фридрих Волдемар фон Липе (на немски: Günter Friedrich Woldemar zur Lippe-Detmold; * 18 април 1824, Детмолд; † 20 март 1895, Детмолд) е 4. княз на Липе (1875 – 1895), генерал на Кралство Прусия.

## Биография
Той е вторият син на княз Леополд II фон Липе (1796 – 1851) и съпругата му принцеса Емилия Фридерика Каролина фон Шварцбург-Зондерсхаузен (1800 – 1867), дъщеря на княз Гюнтер Фридрих Карл I фон Шварцбург-Зондерсхаузен (1760 – 1837) и принцеса Вилхелмина Фридерика Каролина фон Шварцбург-Рудолщат (1774 – 1854). Брат е на Леополд III (1821 – 1875), княз на Липе (1851 – 1875), Фридрих (1827 – 1854), Емил Херман (1829 – 1884), Карл Александер (1831 – 1905), княз на Липе (1895 – 1905).
Волдемар фон Липе започва управлението си на 51 години на 8 декември 1875 г. Преди това той е офицер в пруската войска, напуска като генерал на кавалерията. Рицар е на Ордена на Черния орел.
Понеже е бездетен и заради взетите права на брат му Карл Александер, той определя в завещанието си за свой наследник принц Адолф фон Шаумбург-Липе, женен за Виктория Пруска, дъщеря на кайзер Фридрих III. Това завещание довежда до сериозни конфликти между потенциалните наследници, привлекли през следващите десетилетия вниманието на световната общественост.
Волдемар фон Липе умира на 20 март 1895 г. на 70 години в Детмолд.

## Фамилия
Волдемар фон Липе се жени на 9 ноември 1858 г. в Карлсруе за принцеса София фон Баден (* 7 август 1834, Карлсруе; † 9 април 1904, Карлсруе), дъщеря на маркграф Вилхелм фон Баден (1792 – 1859) и херцогиня Елизабет Александрина фон Вюртемберг (1802 – 1864). Бракът е бездетен.